# Vivès

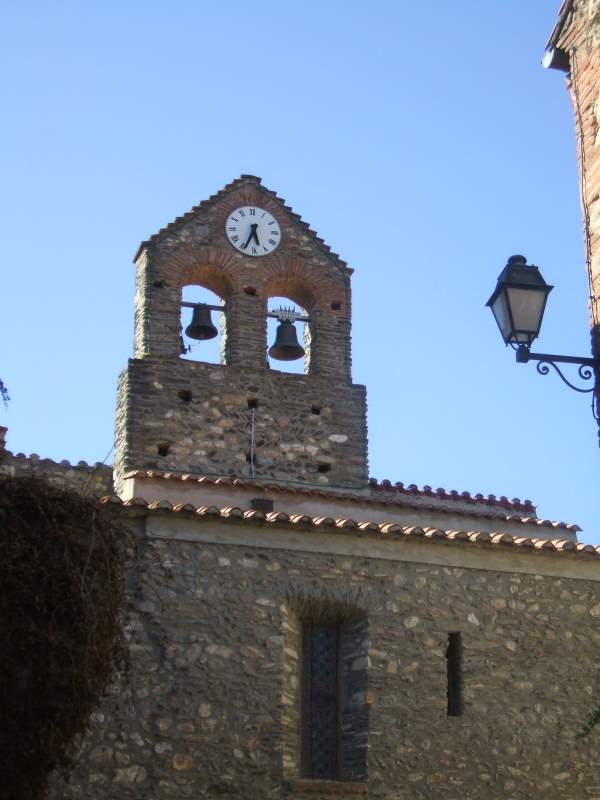
Dzwonnica kościoła parafialnego (2006)

Vivès (Vivers) – miejscowość i gmina we Francji, w regionie Oksytania, w departamencie Pireneje Wschodnie.
Według danych na rok 1990 gminę zamieszkiwało 75 osób, a gęstość zaludnienia wynosiła 7 osób/km² (wśród 1545 gmin Langwedocji-Roussillon Vivès plasuje się na 826. miejscu pod względem liczby ludności, natomiast pod względem powierzchni na miejscu 713.).

## Populacja

Populacja Vivès w latach 1962–2008